# NGC 4189
NGC 4189 este o intermediate spiral galaxy⁠(d) situată în constelația Părul Berenicei. A fost descoperită în 8 aprilie 1784 de către William Herschel. Se află la o distanță de 25,82 de megaparseci de Pământ.